# 1939 في إسبانيا
فيما يلي قوائم الأحداث التي وقعت خلال عام 1939 في إسبانيا.

## سياسة

### انتهاء فترة المنصب
- 1 يناير – رفاييل سانتشيث غيرا مستشار مدريد  [لغات أخرى]‏.
- 1 يناير – مانويل أثانيا Member of the Cortes republicanas  [لغات أخرى]‏،رئيس جمهورية اسبانيا الثانية ‏.
- 2 فبراير – دولوريس إيباروري Member of the Cortes republicanas  [لغات أخرى]‏.
- 31 مارس – دييغو مارتينيز باريو president of the Cortes republicanas  [لغات أخرى]‏.

## مواليد

### مارس
- 14 مارس – بيلار بارديم

### أبريل
- 29 أبريل – ألفونسو رودريغيز لاعب كرة قدم إسباني.

### يونيو
- 23 يونيو – ألبارو بومبو كاتب إسباني.

### يوليو
- 31 يوليو – إغناسيو زوكو لاعب كرة قدم إسباني.

### سبتمبر
- 17 سبتمبر – ماريانو دياز درّاج طريق إسباني.
- 26 سبتمبر – إديلاردو رودريغيز لاعب كرة قدم إسباني.

### أكتوبر
- 16 أكتوبر – أمانسيو أمارو لاعب كرة قدم إسباني.

### نوفمبر
- 25 نوفمبر – أنخيلينو سولير درّاج طريق إسباني.

## وفيات

### يناير
- 1 يناير – أنطونيو ماسياس ديل ريال (مواليد 1866)

### فبراير
- 22 فبراير – أنطونيو ماتشادو (مواليد 1875) شاعر إسباني.